# Hoch die internationale Solidarität
„Hoch die Internationale Solidarität!“ ist ein beliebter gemeinsamer Ausruf auf linken Demonstrationen. Mit diesem Ruf soll die Unterstützung für den Widerstand und die Kämpfe von Menschen in der ganzen Welt gegen Ausbeutung und Unterdrückung zum Ausdruck gebracht werden. Solidarität ist eine zentrale Forderung, Grundlage und versuchte Praxis der Arbeiterbewegung in Geschichte und Gegenwart. Die Arbeiterbewegung hat schon früh erkannt, dass sie nur dann erfolgreich sein kann, insofern sie sich international aufstellt, da auch der Kapitalismus international ist. Die Internationale Arbeiterassoziation (IAA) wurde am 28. September 1864 in London gegründet. Es gehört zu den Leistungen von Karl Marx, das Zusammenwirken verschiedener Strömungen in einer gemeinsamen Organisation möglich gemacht zu haben.